# Helena Arizmendi
Helena Arizmendi (15 de abril de 1927-8 de febrero de 2015) fue una soprano argentina.

## Biografía
Estudió con Maria Barrientos y debutó en el Teatro Colon en el reparto de Armida, consagrándose como "Mimí" junto a Beniamino Gigli en La boheme de Giacomo Puccini en 1948 dirigida por Hector Panizza.
En 1949 fue Liu en Turandot junto a Maria Callas y Mario del Monaco en la única temporada que la cantante grecoamericana cantó en Buenos Aires.
Cantó en Fausto, Orfeo y Euridice, Don Pasquale, Falstaff, La viuda alegre, y otras.
Grabó canciones de compositores argentinos como la Canción al árbol del olvido de Alberto Ginastera y La rosa y el sauce de Carlos Guastavino.
En 1989 mereció el Premio Konex a la trayectoria como cantante lírica.